# Kopermos
Het kopermos (Psilolechia leprosa) is een korstmos behorend tot de familie Parmeliaceae. Het leeft in symbiose met de alg Trebouxioid.

## Kenmerken
Het thallus is bleek geelgroen. en reageert met C+ rood.

## Verspreiding
In Nederland komt het kopermos vrij algemeen voor. Het  staat niet op de rode lijst en is niet bedreigd.